# 노미오촌
노미오촌(乃美尾村)은 히로시마현 가모군에 설치되었던 촌이다. 현재의 히가시히로시마시에 해당한다.

## 역사
- 1889년 4월 1일 - 정촌제 시행에 의해 가모군 노미오촌이 성립하였다.
- 1954년 3월 31일 - 시모쿠로세촌, 가미쿠로세촌, 나카쿠로세촌과 합병, 정으로 승격해 구로세정이 신설해 폐지되었다.

## 참고문헌
- 『市町村名変遷辞典』東京堂出版、1990年。
- 角川日本地名大辞典 34 広島県